# Henri Berssenbrugge

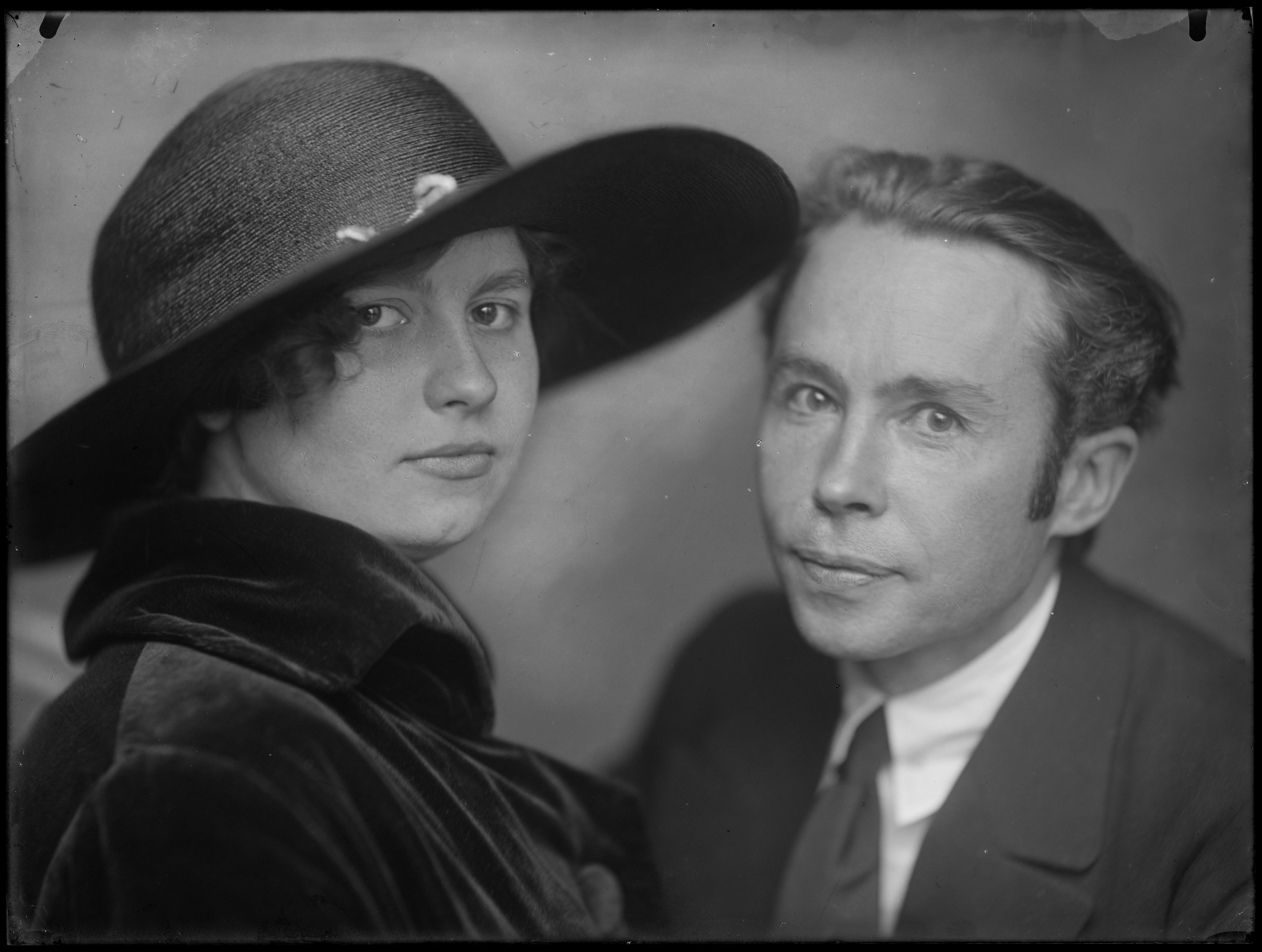
Ursulina Cornelia (Corry) Alban & Henri Berssenbrugge (1873–1959)

Bernard Heinrich Wilhelm Berssenbrügge, auch Henri Berssenbrugge, (* 13. September 1873 in Rotterdam; † 4. Mai 1959 in Goirle bei Tilburg) war ein niederländischer Fotograf. Er gilt als einer der führenden Vertreter des Piktorialismus in den Niederlanden.

## Leben und Werk
Henri Berssenbrugge (er selbst schrieb seinen Nachnamen stets ohne Umlaut) war das älteste Kind des deutschen Händlers Johann Wilhelm Berssenbrügge (* 3. Mai 1841, † 9. März 1911) und der Niederländerin Elisabeth Catharina Warnken.
Er erhielt von 1887 bis zunächst 1892 eine künstlerische Ausbildung an der Kunstakademie in Rotterdam. In den Jahren 1892 und 1893 leistete er seinen Militärdienst ab. Er war danach als Maler tätig und hielt sich zwischen 1896 und 1899 in Köln auf. Anschließend kehrte er nach Rotterdam zurück und setzte seine Studien an der Kunstakademie fort, die er im Jahr 1900 abschloss. Um 1900 begann er aber auch als Fotograf zu arbeiten, insoweit war Berssenbrugge Autodidakt. Von 1901 bis 1906 betrieb er in Tilburg ein Fotostudio, insoweit ab 1902 für eine gewisse Zeit zusammen mit Pierre Paul van Wulven, später aber alleine unter der Bezeichnung „Au Héron“. Zu seinen bevorzugten fotografischen Sujets gehörten in dieser Zeit Aufnahmen des Alltags der Landbevölkerung in der Umgebung Tilburgs. Ab 1906 betrieb er ein Fotoatelier in Rotterdam.
Für das Jahr 1909 ist ein Aufenthalt in Dresden belegt, für 1910 und 1914 in Belgien. Bei diesen Auslandsaufenthalten entstanden eine Reihe von Aufnahmen.
Am 4. September 1913 heiratete Berssenbrugge Ursulina Cornelia (Conny) Alban. Alban war 21 Jahre jünger als er und die Tochter eines Kommilitonen Berssenbrugges an der Rotterdamer Akademie. Das erste Kind der Eheleute (Ursuline Lisette) kam am 1914 zur Welt, das zweite Kind (Hans André Willem) 1916. Die Ehe mit Conny Alban wurde am 20. Juni 1919 geschieden. Seine Tochter und sein Sohn blieben bei ihm. Noch im gleichen Jahr, am 26. August, ging er eine neue Ehe mit Joanna Maria Josephina Ludovica (Jo) Melis (* 5. Mai 1891, † 19. Juni 1989 in Tilburg) ein. Melis stammte aus Tilburg, in dessen Nähe in Goirle das Paar von 1942 bis zu seinem Tod wohnte.
Berssenbrugge erhielt im November 1921 von Erwin Quedenfeldt die gesamten Nutzungsrechte für das von Quedenfeldt erfundene Edeldruckverfahren Erwinotypie übertragen.
Ein 1939 erlittener Schlaganfall beendete seine künstlerische Laufbahn.
Neben den ländlichen Szenen aus seiner Anfangszeit als Fotograf ist Berssenbrugge insbesondere für seine städtischen Straßenszenen und die Porträts der kulturellen Elite der Niederlande seiner Zeit bekannt.
Der Fotograf Wim Berssenbrugge (1918–2007) war sein Neffe.

## Atelier in Den Haag

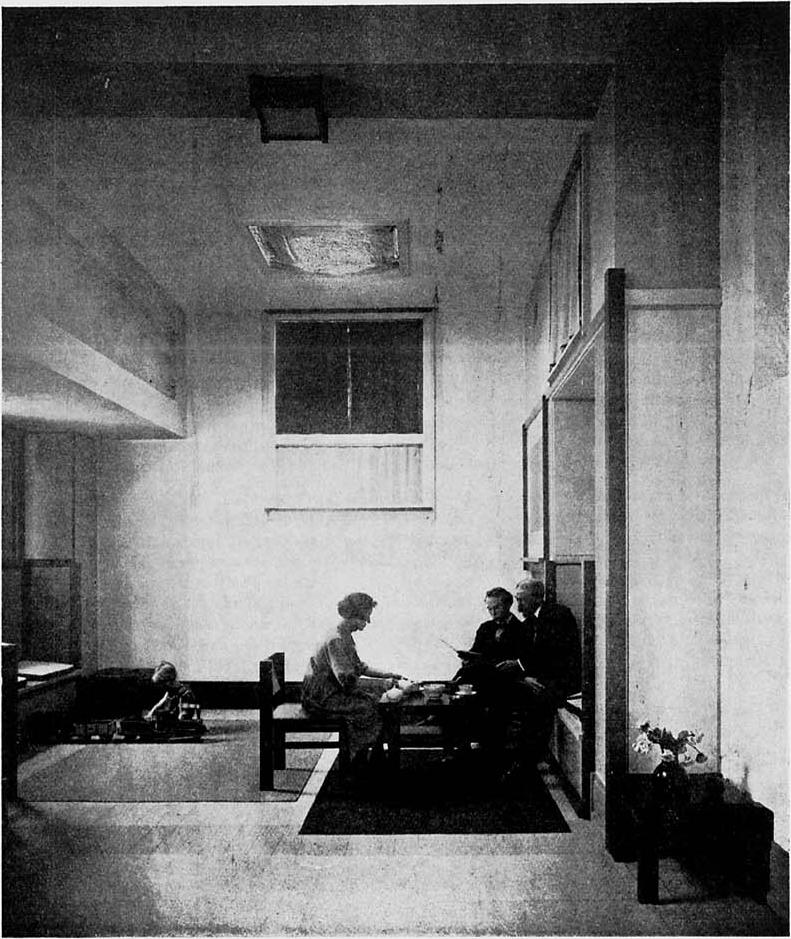
Fotoatelier Berssenbrugge, Den Haag. (1921)

Architekturhistorisch bedeutsam war das nicht erhaltene Fotostudio Berssenbrugges in der Den Haager Zeestraat, wohin er 1916 von Rotterdam aus übergesiedelt war. Er wollte mit der Verlegung eine anspruchsvollere Kundschaft gewinnen sowie sich auf die Fertigung von den Charakter der Kunden spiegelnden Porträts konzentrieren. Einige Jahre später, 1921, ließ er das Fotoatelier von Jan Wils (Architektur) und Vilmos Huszár (Farbgestaltung) entsprechend den Vorstellungen der Kunst- und Architekturbewegung De Stijl mit dem Wunsch ausbauen, einen leicht und locker wirkenden Studioraum zu erhalten.
Hinter dem bisherigen Empfangssalon wurde ein hoher, langrechteckiger Raum mit Fenstern an drei Seiten sowie Dachfenster angebaut. Die Wände strich man weiß und schwarz in großflächigen Rechtecken mit gliedernden gelb-ockerfarbigen Streifen, den Boden in zwei verschiedenen Grautönen.
Der klaren Innenarchitektur von Wils und Huszár angepasst war die Möblierung von Art und Umfang her puristisch. Es gab einen kleinen Kamin, eine Wandbank und an beweglichen Möbeln nur drei Stühle, einen Lehnstuhl und drei kleine Tische. Die beweglichen Möbel waren von Gerrit Rietveld als rechtwinklige Konstruktionen aus lediglich linearen, flächigen und kubistischen Grundformen entworfen worden. Der Boden des Studios war mit unterschiedlich großen schwarzen, blauen und himbeerroten (nach anderer Angabe erdbeerroten) Teppichen gegliedert.
Durch die großflächig klar gegeneinandergesetzten Farbflächen und ihre Entsprechungen sowie die hierauf abgestimmte Möblierung wurde die räumliche Wirkung des Studios für den Betrachter verändert, es wurde in der Tat von den Zeitgenossen als von leichter und lockerer Raumwirkung empfunden. Allerdings wurde zeitgenössisch auch angemerkt, dass die stark durchkomponierte Einheit der Raumwirkung von eingebrachten Gegenständen abweichender Form- und Farbgebung, etwa einer auf dem Tisch liegenden Apfelsine, bereits spürbar gestört wurde.